# Ignaz Schuppanzigh
Ignaz Anton Schuppanzigh (født 20. november 1776 i Wien, død 2. marts 1830 sammesteds) var en østrigsk violinspiller.
Schuppanzigh er bleven bekendt som den første og udmærkede fortolker af Beethovens strygekvartetter. Han stod i spidsen for en kvartet af unge musikere, der oprindelig underholdtes af fyrst Lichnowsky, senere af grev Razumovskij, og som sidenhen optrådte på egen hånd i Tyskland og Rusland. Schuppanzigh, der en tid underviste Beethoven i violinspil, var også orkesterdirigent og udgav nogle enkelte kompositioner for sit instrument.